# Calle de Lagasca
La calle de Lagasca es una vía pública de la ciudad española de Madrid, situada en los barrios de Recoletos, Castellana y El Viso, distritos de Salamanca y Chamartín.

## Descripción
La vía discurre desde la calle de Alcalá hasta la de López de Hoyos. Honra con el título a Mariano Lagasca y Segura (1776-1839), botánico natural de la localidad zaragozana de Encinacorba que dirigió el Real Jardín Botánico de Madrid. Aparece descrita en Las calles de Madrid (1889) de Hilario Peñasco de la Puente y Carlos Cambronero con las siguientes palabras:

La Gasca. Tiene su entrada por la prolongación de la calle de Alcalá y termina en el campo. Es de apertura moderna. D. Mariano La Gasca nació en Aragón á mediados del siglo XVIII. Fué director del Jardín Botánico de Madrid y catedrático de Agricultura. Pensaba escribir una obra de Botánica, para lo que tenía coleccionados muchos apuntes, que se le perdieron en las revueltas de 1823, cuando acompañó á Cádiz al Gobierno constitucional. Murió en 1840.
(Peñasco de la Puente y Cambronero, 1889, pp. 287-288)